# Franz Lorenz (Schriftsteller, 1901)

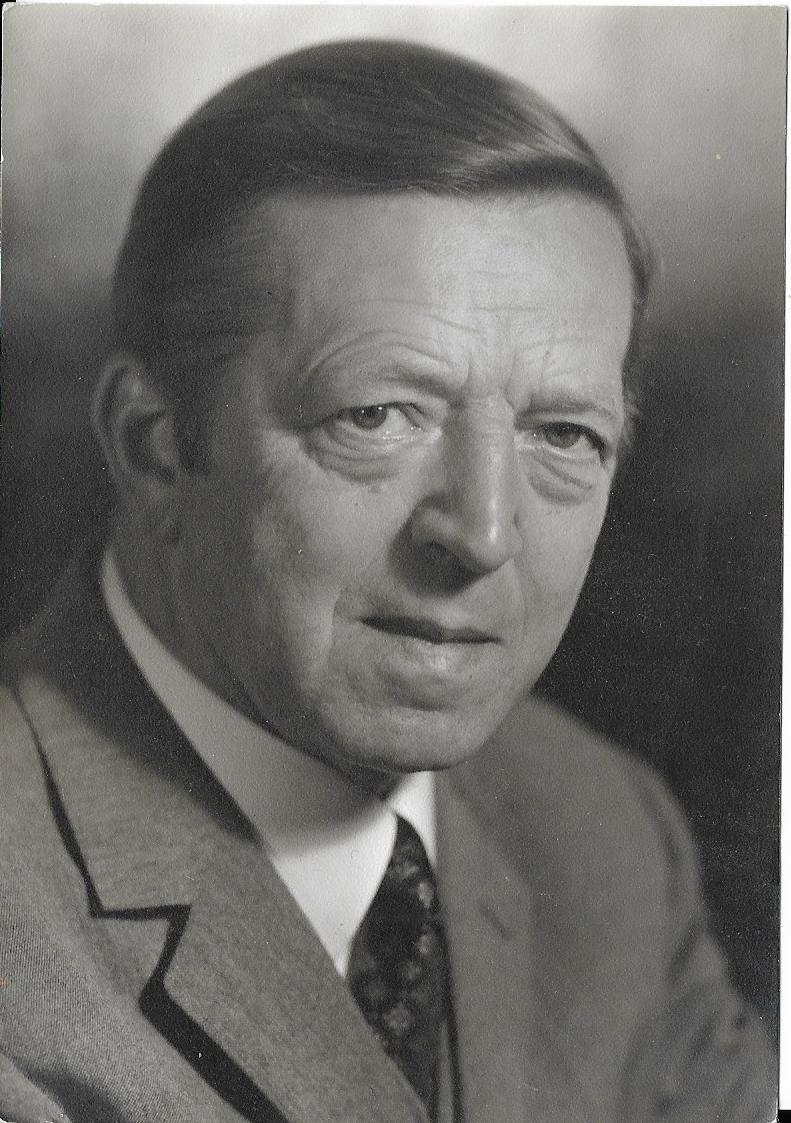
Franz Lorenz in Bonn

Franz Julius Lorenz (* 27. Oktober 1901 in Peiperz bei Tetschen, Königreich Böhmen; † 13. Juli 1983 in Bonn) war ein sudetendeutscher Publizist, Soziologe und Dichter. Er galt als Sprachrohr der sudetendeutschen Katholiken, trat als politischer Kommentator und parlamentarischer Berichterstatter hervor und war als forschender Wissenschaftler in der sudetendeutschen Volkskunde, Sprache und Brauchtum ebenso erfolgreich wie er schriftstellerisch als Lyriker und Dramaturg seine Botschaften in zahlreichen Bühnenspielen und Gedichten transportierte. In der Nachkriegszeit setzte er sich vor allem für die Vertriebenenarbeit ein.

## Leben
Franz Lorenz wurde 1901 in Peiperz als Sohn von Franz Lorenz und Emilie Lorenz, geb. Janick, geboren und wuchs in Dolní Podluží (ehemals: Niedergrund, Bezirk Warnsdorf) auf, wo seine Eltern eine Bäckerei betrieben.
Er studierte Germanistik, Philosophie, Soziologie und Zeitungswissenschaft an der deutschsprachigen Karls-Universität in Prag. Während dieser Zeit wurde er bereits journalistisch tätig und redigierte die Zeitschrift Staffelstein der gleichnamigen kirchlichen Jugendbewegung, welche sich die katholische Erneuerung des sudetendeutschen Volkstums zum Ziel gesetzt hatte. Im Jahr 1926 promovierte er mit dem Thema Die deutsche Literatur in Böhmen von der Aufklärung zur Romantik bei dem Germanisten August Sauer.
Nach dem Studium begann Franz Lorenz bei der Prager Tageszeitung Deutsche Presse als Jungredakteur und gestaltete die Kulturbeilage Ideal und Leben. Er wurde Mitarbeiter von Hans Schütz, der die Zeitschrift Sudetendeutsche Arbeit herausgab. Außerdem redigierte er in den dreißiger Jahren das deutschsprachige Bistumsblatt Prager Kirchenzeitung sowie einen katholischen Pressedienst. Im gesamtdeutschen Raum veröffentlichte er in der Zeitschrift Volk und Glaube, die in Prag bei A. O. Szerny herausgebracht wurde.
Neben seiner journalistischen Tätigkeit verfasste Franz Lorenz Gedichte und Prosaerzählungen. Vor allem fühlte er sich von der vor 1930 in der katholischen Jugendbewegung aufgebrochenen Laienspiel-Arbeit angesprochen. 1931 erschien sein Bauernstück Die verstorbene Gerechtigkeit in einer Auflage von 100.000 Stück. Weitere Spiele waren Die Brüder, das die Hussitenzeit behandelte, sowie das Spiel der Jugend zum Prager Katholikentag 1935 Reich Gottes in der Heimat. Das Stück Die Kornbraut wurde 1938 im Prager Ständetheater uraufgeführt und lange gespielt (u. a. in Braunschweig und München).
Seit 1932 war Franz Lorenz mit Helmtrud (geb. Liebsch) verheiratet, Tochter des Rumburger Stadtarztes. Während des Zweiten Weltkriegs war Lorenz zunächst im Rahmen der Deutschen Arbeitsfront als Referent für Brauchtumspflege in den Betriebsgruppen tätig. Im Jahr 1941 wurde er von Kurt Oberdorffer als Referent in die Kulturabteilung der Gau-Selbstverwaltung berufen. 1942 erfolgte eine Dienstverpflichtung zum Zollgrenzschutz am Bodensee.
Im Juni 1945 wurde seine Frau mit den gemeinsamen 5 Kindern aus Ústí nad Labem (ehemals: Aussig), dem damaligen Wohnsitz der Familie, ausgewiesen. Mit ihren fünf Kindern schlug sie sich nach Berlin durch, von wo sie 1946 in die französische Zone zu ihrem Mann einreisen durfte.
Nach dem Krieg arbeitete Franz Lorenz im Psychopädagogischen Institut und in der Forschungsstelle für Volkspsychologie in Konstanz. Im Rahmen dieser Tätigkeit veröffentlichte er die Schriften Die Persönlichkeit in der Volksmeinung, Erziehungsprobleme der heimatvertriebenen Jugend, Die Bedeutung der Heimat für die Stabilisierung der Gesellschaft, Selbstverständnis der Familie in einer sich wandelnden Umwelt, Die Frau in der öffentlichen Meinung.
Neben seiner wissenschaftlichen Arbeit schrieb er weiterhin Bühnenstücke, darunter der Fünfakter Der Hexenhammer, der den Kampf des Mystikers Friedrich von Spee SJ gegen den Hexenwahn im 15./16. Jahrhundert behandelt. Das Stück wurde im Stadttheater von Aachen 1960 uraufgeführt. Das Drama Das Danziger Adalbert-Spiel über den hl. Adalbert von Prag als Symbolfigur für die Einigung der westlichen Welt mit den slawischen Völkern brachte Franz Lorenz 1963 auf die Bühne. Aus dem Mittelhochdeutschen übersetzte er das Streitgespräch des Ackermann von Böhmen mit dem Tod.
Als Journalist arbeitete er ab 1952 als Redakteur des echo der zeit. Von 1959 bis 1968 war er Chefredakteur der katholischen Wochenzeitung. In dieser Zeit gestaltete er 1956 für den Verband der katholischen kaufmännischen Vereine das Organ Kreuzschiff.
Franz Lorenz wurde durch sein Schaffen zum Chronisten der kirchlichen Vertriebenenarbeit. Er veröffentlichte Schriften und die Sammelbände Vertreibung – Schicksalswende und Ruf und Reich über die von Hans Schütz begründete Ackermann-Gemeinde. Das in der Gemeinde populäre Lied der Heimatlosen an Maria, zu dem Walther Hensel die Melodie komponierte, stammt aus seiner Feder. In diesem Lied wird die Hoffnung auf Rückkehr mit Versöhnungsbereitschaft verknüpft. Wie ein roter Faden zieht sich das Ethos der christlichen Liebe, der Wille zur Überwindung von Hass und Rache, die Ablehnung aller Gewalt bei der Rechtswahrung gegen das Unrecht durch sein Werk. Er war ein Vorkämpfer für das in christlichem Geist politisch zu einende Europa. Im Katholischen Flüchtlingsrat arbeitete er in diesem Sinne mit und in der 1966 begründeten Arbeitsgemeinschaft der katholischen Vertriebenenorgansisationen. Obwohl im Ruhestand übernahm er 1970 die Redaktion des Informationsdiensts West-Ost, kurz IWO, der Arbeitsgemeinschaft. Er wandte sich gegen die Diskriminierung der Heimatvertriebenen als versöhnungsunwillige Friedensstörer.
Seine Arbeit krönte Franz Lorenz mit der Herausgabe des Dokumentationsbandes Schicksal Vertreibung – Aufbruch aus dem Glauben zur Vollendung seines 80. Lebensjahres 1981, eine Chronik der geistigen und seelischen Aufarbeitung des Unrechts der Vertreibung.
Öffentliche Anerkennung erhielt Franz Lorenz für sein Lebenswerk, als ihm 1979 das Bundesverdienstkreuz Erster Klasse verliehen wurde und Papst Johannes Paul II. ihn 1981 zum Ritter des Gregoriusordens ernannte.
In der Nacht des 13. Juli 1983 starb Franz Lorenz unerwartet in seinem Haus in Bonn. Er hinterließ sechs Kinder und zwölf Enkel.

## Auszeichnungen
- Heinrich-von-Kleist-Preis des Bundes der Vertriebenen 1965
- Ehrenplakette der Stadt Böblingen 1972
- Bundesverdienstkreuz Erster Klasse 1979
- Ritter des Gregoriusordens 1981

## Werke

### Theaterstücke
- König Mensch, 1921
- Die verstorbene Gerechtigkeit. Ein Bauernspiel. Chr. Kaiser, München 1931
- Die Brüder. Ein sudetendeutsches Heldenspiel (Opfer und Heldentat der Brüder Gorenz, Brüx 1421), Kaiser, München 1935
- Landgraf, werde hart!, München 1936
- Reich Gottes in der Heimat. Mysterienspiel. Unbekannt
- Die Kornbraut: ein Volksspiel aus sudetendeutscher Landschaft. Buchner, München 1938
- Wir bauen die Heimat. Ein Spiel vom Sinn der Arbeit, Heinrich Hohler, Karlsbad 1938
- Die Kornbraut. Ein Voksspiel aus sudetendeutscher Landschaft, Buchner, München 1939
- Balladen vom wilden Jäger. Das Tollensteinspiel, Kraus, Reichenberg 1939
- Die größere Heimat. Volksspiel, Strauch, Leipzig 1941
- Der Fremde. Ein Spiel. Jungbrunnen-Verlag, Baden-Baden 1948
- Elisabeth. Legende aus unseren Tagen. Jungbrunnen Verlag, Baden-Baden 1948
- Tod an der Wiege. Ein Volksschauspiel in 5 Aufzügen, Kolping, Regensburg 1949
- Es hatt ein Bauer drei Töchter. Ein Spiel nach der von Walther Hensel musikalisch gestalteten Ballade aus Schlesien (Musik und Tanzbeschreibung als Sonderheft), Höfling Verlag 1949
- Unser tägliches Brot. Eine Szene um Clement Maria Hofbauer. Höfling Verlag, München 1950
- Gorenz . Ritter, Tod und Teufel. Schauspiel in 5 Aufzügen aus den Hussitenkrigen, Höfling Verlag, München 1950
- Unser tägliches Brot. Eine Szene von Clemens Maria Hofbauer, Höfling Verlag, München 1950
- Wie einer, der Machte hatte. Drama in 5 Akten (Festspiel aus der Zeit des Wiener Kongresses um Cl. M. Hofbauer), Manuskript 1950
- Ihr Horoskop. Spiel in 5 Aufzügen, Höfling Verlag, München 1950
- Knopf und Klingelbeutel. Ein Traumspiel. Höfling Verlag, München 1951
- Die Teufelsmauer. Ein Spiel nach einer sudetendeutschen Sage, Volkskunstverlag, München 1960
- Der Hexenhammer. Drama in 5 Akten (Widerstand Friedrich v. Spees gegen den Massenwahn), Aachen 1960
- Das Danziger Adalberg Spiel. Bernward-Verlag, Hildesheim 1963

### Sammelbände
- (Hrsg.) Sudetendeutsches Jugend-Buch. Verlag „Christ Unterwegs“, München 1947, 1950
- (Hrsg.) Sudetendeutsche rufen Europa (Jahrestagung der Ackermanngemeinde), München 1950
- (Hrsg.) Wegbereiter einer neuen Ordnung (Jahrestagung der Ackermanngemeinde), München 1951
- (Hrsg.) Vertreibung – Schickalswende. Bericht von der Studientagung über Erziehungsarbeit der heimatvertriebenen Jugend, Verlauf Haus Altenberg, Düsseldorf 1952
- (Hrsg.) Ruf und reich. Gestalt und Werk der Laien in Welt und Kirche, Recklinghausen 1959
- (Hrsg.) Schicksal Vertreibung – Aufbruch aus dem Glauben. Wienand Verlag, Köln 1980

### Veröffentlichungen zur Kulturpolitik
- Die deutsche Frage in der tschechischen Politik in: Sudetendeutsche Arbeit, Zwittau 1 / 1933
- Volk und Glaube in der sudetendeutschen Geschichte, Vortrag in Freiwaldau, Zwittau 1936
- Johannes von Saaz: Von der Klage des Menschen wider den Tod und Gottes Urteil. Das dialektische Meisterwerk der deutschen Frührenaissance um 1400. Übertragung. Einführung und Deutung, Kirchliche Hilfsstelle, München 1948, 1950
- Sudetendeutsche Abende. Gespielte Dorfchronik, Wuppertal 1949
- Die Persönlickeit in der Volksmeinung, Konstanz 1949
- mit Bernard Lahy: Die deutschen Flüchtlinge in Westdeutschland und das Problem der Eingliederung, Zürich 1950
- Erziehungsprobleme der heimatvertriebenen Jugend, Wiesbaden 1950
- mit K. O. Kurth: Wesen und Bedeutung des landmannschaftlichen Gedankens, München 1952
- Verkümmerung der Meinungsbildung, in: Soziale Welt 3/1952
- St. Gunther – Mönch, Friedensstifter, Wegebauer zum Osten. Festschrift zur Jahrtausendfeier, Köln 1955
- Aus dem Böhmerwald nach Philadelphia. Johann Nepomuk Neumann, der große Schulbischof Amerikas, Hörfolge für den Bayerischen Rundfunk 1961
- Metropole, Mainz und Böhmen in: Sudetenland 4 / 1962
- mit Wolfgang Seibel: Ein Briefwechsel zum Konzil, Recklinghausen 1963
- Weltwerk und Heilwerk der Laien, in: Sein und Sendung, 7/8 1969
- Ein Presse-Fall in der katholischen Kirche im Jahre 1951 in: Kirche, Recht und Land. Festschrift für Weihbschiof Dr. Kindermann, Königsstein i. T. und München 1969
- Hans Schütz und Charakter und Geis des Böhmischen Niederlandes in: Ein Leben – drei Epochen. Festschrift für Hans Schütz, München, 1971

### Übersetzungen
- (Hrsg.) Der Ackermann von Böhmen, Johannes Saaz, Augsburg 1950